# 聖喬伊鎮區 (阿肯色州瑟西縣)
聖喬伊鎮區（英語：St. Joe Township）是位於美國阿肯色州瑟西縣的一個行政鎮區。

## 地方資料
根據2010年美國人口普查的數據，聖喬伊鎮區的面積為77.90平方千米，當中陸地面積為77.28平方千米，而水域面積為0.62平方千米。當地共有人口390人，而人口密度為每平方千米5人。